# バラ色の聖戦
『バラ色の聖戦』（バラいろのせいせん）は、講談社の漫画雑誌『Kiss』で2009年19号から2017年1月号まで連載されたこやまゆかりの漫画作品およびそれを原作とした連続テレビドラマ。略称「バラ戦」。

## あらすじ
三木真琴は大阪府吹田市在住の30歳の専業主婦。銀行員の夫・敦司と結婚して7年、家事や6歳の娘・愛理、2歳の息子・裕一郎の育児に日々追われ、自身の身だしなみなどや体型に気配りする余裕もなかった。
ある日曜日、真琴は友人から京都にある老舗ホテルのランチに誘われたが、敦司から日曜日も仕事で子守りなどできないと言われたため、仕方なく2人の子供も連れて行く。しかし落ち着いてランチも出来ず、早々にホテルを後にしたその帰り、京都駅で偶然、女性連れの敦司を見かける。半信半疑で家に戻った真琴は、入浴中に着信のあった敦司の携帯電話を見て愕然とし、入浴を終えた敦司を問い詰める。敦司は自分が勤務する銀行の部下の女性から結婚に関する悩みを聞いているうちに、流れでそう（浮気に）なったと弁明し、彼女の仲人を頼まれている事を明かす。
敦司の上司からの依頼もあり、渋々仲人を引き受けることになった真琴は、式の当日、妻としてのプライドから、背筋を伸ばして入場する。その姿は新婦すら圧倒するオーラを放ち、真琴に目を留めた敦司の部下でカメラマン役の下村から、式の後「あなた変わりますよ」と声をかけられる。女性として見ていない敦司の気持ちを取り戻すため、真琴は美の再生を賭け、新しい扉を開く。

## 登場人物
三木 真琴
30歳。身長173cm。モデル時の芸名は真琴。専業主婦。大柄なことにコンプレックスを抱くが、 モデルとしては高すぎることもなく、素材の良さを讃えられることも多い。
結婚して7年たつが、日々の家事や育児に追われ女性としての身だしなみや自身の体型などにかまっていられない状態になっていた。夫・敦司の浮気をきっかけに、女としてもう一度敦司に振り向いてもらいたいと、ダイエット食品のモニターオーディションに参加。雑誌編集部のヘアメイク・撮影を経て自分の魅力に気付くも、敦司は全く変わらなかったことにショックを受ける。その後、ウェイブエージェンシー所属のモデルとして活動を始める。
遅いデビューで経験とプロ意識が不足していることから失敗も多いが、数々の紗良の罠を機転と度胸で切り抜け、素直さと前向きさで大きなチャンスを掴んで行く。
美生館社長代理夫人として紗良が夫敦司の勤務先の銀行を訪問し、上司や同僚の前でモデル活動を暴露された。以降、モデル活動が夫の仕事に障るようになり一度モデル活動を辞めるが、先輩モデル美鈴の急死を機にモデル業を再開する。
モデル活動を全く認めず、真剣に向き合おうとしない敦司に業を煮やして後に離婚し（子供の親権を持つ）、陽子を後妻に迎えて再婚した敦司に一度預けた子ども達を引き取り、東京に拠点を移しシングルマザーとなる。
カメラマンの宏輝と惹かれ合い、後にプロポーズを受け結婚を前提とした恋人同士になる。
「VENUS」の所属モデルになってからはドラマ出演（途中まで）や読者投票ランキングのショー、クロンヌのオーディションなどに参加する。
三木 敦司
35歳。真琴の夫。みずの銀行・梅田支店の法人営業第1課課長でみずの銀行には中途で入行し、人の嫌がるような仕事も進んでやり現在の地位まで上り詰めた。新卒で入行しロクな能力もないのに出世する行員に対しては、絶対に出世で負けたくないという上昇志向の男である。「夫は外で仕事をし家族を養い、妻は家で家事・育児に専念するべき」という古いタイプの考え方で、家事や育児を手伝わない。
既に真琴を女性として見ることができなくなっており、仲人を頼まれた部下の婚約者と浮気し、相手といる現場を子ども達を連れて外出していた真琴に目撃される。事実を認め真琴に謝罪はしたが、自分の仕事と外聞のために浮気を許し黙認するよう強引に拝み倒し、結婚式で真琴に浮気相手である新婦の手を引かせた。
さらに、真琴を自分の支配下に置きたいがため、モデル活動を経て前向きになっていく真琴を終始否定していた。
後に真琴と離婚し、すぐに母親がセッティングした見合いで連れ子がいるが、家庭的で結婚観の合う陽子に惹かれて再婚する。再婚後、軽度の脳出血で倒れ思うように体が動かなくなる。後妻の陽子と子どもを連れて面会に来た真琴から、これまでの自分の横暴さを各々指摘されて反省する。モデルとして成功した真琴を認めるようになり、自分が「市場経済に代わる仕事がしたい」という夢を思い出し、銀行員を辞め「トレーダー（株式や債券、為替などの売買の取引仲介業）になりたい」と陽子に打ち明ける。
三木 愛理
6歳。敦司と真琴の娘で、幼稚園児→小学生。真琴がモデルをやることに好意的で、母親思いの子である。真琴がヌードでジュエリーCMに出演したことが原因で学校でいじめに遭うようになったこともあり、両親の離婚後に再婚した敦司に一度引き取られたが、東京に拠点を移した真琴に引き取られ転校する。
三木 裕一郎
2歳。敦司と真琴の息子で連載序盤は乳児でまだまだ手が掛かかっていたが、物語の進行につれて幼児に成長し保育園児となる。両親の離婚後に陽子と再婚した敦司に一度引き取られたが、幼さから父の再婚がよく理解できず、陽子の連れ子美々や圭太に敦司を取られた気持ちになり寂しさを感じるようになった。東京に拠点を移した真琴に引き取られる。
麻美
真琴の実妹。梅田の会社に勤めるOLで姉・真琴の専業主婦の日々を女を捨てたと言い、自分は結婚して子供を生んでも綺麗でいたい、外に出て人と接して自分を磨きたいと思っている。義兄・敦司の考え方には否定的である。真琴のモデル活動を応援する。実家では真琴の一番の味方。
田宮 茜子
雑誌「VENUS」の専属モデル。華やかな美貌を持ち、人気・実力共にナンバーワンのトップモデル。プライドが高く、モデルの仕事に誇りを持っている。歯に衣着せぬ言葉で現場を凍りつかせることもあるが、プロとしての信念に裏打ちされたもので説得力がある。
プライベートでは母一人、子一人の母子家庭で若年性認知症の母を介護している。紗良とは元同期、宏輝とは元恋人同士。
「VENUS」読者投票ランキングでは紗良に1位とカバーモデルの座を奪われたあともモデル活動を続けるものの、認知が進行する母の介護に専念する。真琴と紗良が大阪の百貨店でクロンヌの二次オーディション兼一般公開ショーに出場した頃、容体の悪化して入院中の母の死を見届けた。
一度は引退を考えていたが、モデル復活してショーに出ることを決意する。
中西 紗良
28歳。色白で清純・無垢な雰囲気の美人。かつて茜子と同じ事務所のモデルだった。美貌だが陰がある点がネックになり、売れなかったため専業主婦となる。再起をかけて、ダイエット食品のモニター企画の為に10kg太ってオーディションに参加。
当初は数少ない関西からの参加者同士である真琴と意気投合し、励まし合う仲となる。参加者の中で最も痩せたが、元モデルだとやらせを疑われるという編集部の判断で一旦降板させられる。元モデルということを真琴が編集部に告げ口したと思い込み、仲は険悪に。その後、ダイエット食品スポンサーの副社長とコネを作り、特別賞として雑誌に掲載、イメージガールとして抜擢され事務所復帰を果たす。モデルになりたい真琴に、ウェイブエージェンシーを受けてみるよう勧めた。
後に5年間神戸で連れ添った工務店経営者の夫と離婚し（離婚を経て再会した時点で、工務店は経営難を乗り越え、元夫のほうは再婚して子供が誕生する予定である）、出版社・美生館副社長の桐嶋信輝と婚約、半年後には副社長夫人の座に収まる。茜子と同じ「VENUS」の専属モデルとなる。他のモデルからは男の力と噂されるが、その実力は茜子が認めるほど。
実家では三姉妹の末っ子で、長姉・清美は外科医で次姉・佐代子は弁護士。旧姓は岡崎。幼少から学業では成績不振だったため、野心家の母ヒロ子から優秀な姉達と常に比べられては失望され姉達からは蔑まれ、少女時代は暗くおどおどした性格で学校でもいじめに遭っていた。文化祭の主役を押し付けられる形で出た劇で周りから舞台映えする美貌と華やかさを認められて以降、トップモデルになり母から認められ愛されることを渇望していた。信輝の父（美生館社長の桐嶋正）が交通事故が元で亡くなったあとは信輝が社長を継ぐとともに社長夫人の座についた。
後にクリニックの開業に失敗した清美の自己破産を機に姉達からこれまでのことを謝罪されて和解、母の呪縛からも解放され生きる目標を見失うが、真琴からの叱咤激励により、以降は自分の人生のためにモデルとして再起。ライバルとはこれまでに築いてきた技術と実力だけで戦うようになる。
パリコレと世界の初進出をかけたクロンヌオーディションは最終的に真琴に敵わなかった。
モデル活動の傍ら、美生館を好きに使い、自分がイメージモデルの美白ラインのブランドを立ち上げて実質女社長として君臨している。
浅野 宏輝
プロカメラマン。34歳で独身、未婚。イケメンで人間的魅力にもあふれ、撮影を希望する多くのモデルたちの憧れの的である。外見だけでなく、本質を見抜く目を持っており、それを引き出す才能は本物。
真琴のコンポジット撮影を担当して以来、何度打たれても這い上がってくる彼女に興味を持ち、順調な時は無言で見守り、失敗した時はそれとなく教え諭す程度の距離を保つ。離婚後の真琴と恋人同士になり、プロポーズする。持ち前の人徳で真琴の連れ子、愛理と祐一郎とも打ち解ける。
真琴の両親
孫2人を溺愛しており、真琴が子供達を預けに来ると渋面を作りながらも内心喜んでいる。最初は麻美（真琴の妹）と違い、真琴の無謀なチャレンジに反対していたが、母親は真琴の覚悟を知り一年間は子供の面倒を見ることを約束する。
ドラマ版では父は星野進、母は星野智子の名があるが、原作漫画版では名前は出ていない。
川瀬 まどか
推定年齢50歳以上でバツイチ女性の元モデル。東京・渋谷にあるモデル事務所・ウェイブエージェンシーの女社長。飛び込みで来た真琴を見て最初は追い返そうとしたが、仲人の写真の表情を見て採用を決める。
根は思いやりがあり、真琴も含め5人しかいないモデルを厳しくも丁寧に育てようとする。自身も結婚していた時に主婦業とモデル業の板挟みになって挫折した経験があり、真琴に目をかける。
真琴がモデルを辞め、美鈴が急死し、さらに二人が辞めて残ったモデルが一人になった時には廃業を決意したが、復帰を決意した真琴に賭けて再起を目指す。
真琴の世界初進出とパリコレ初出演をきっかけに、事務所は引っ越して大手の仲間入りを果たすことに成功する。
新井 美鈴
ウェイブエージェンシー所属のモデル。実家は北海道の酪農家。母親とは幼少で死別しており、多くの兄弟姉妹と父子家庭で育った。所属モデルの中では唯一真琴に対して入所時から好意的な態度で接する。
モデルとしての実力は高く、黒田洋介のファッションショーでも真琴と共にオーディションで合格する。真琴がモデルを辞めた時もウェイブを引っ張ったが、父親・家族思いであるゆえの発言が紗良の逆鱗に触れ、罠にはめられ、ノイローゼと深刻な摂食障害を発症、志半ばでやけ酒により吐瀉物で窒息して急死してしまう（美鈴の急死直前に出場したショーで闘病中の父の死を連絡を受けて気持ちが保てなかったことやランウェイ中に沙良に人気を奪われたことも重なったのが原因）。
リカ
ウェイブエージェンシー所属のモデル。真琴の初仕事の撮影会で一緒になる。客のいやらしい要求にも機転を利かせて対応し、好評を得た。後にウェイブエージェンシーから別の事務所に一時移籍するが低い扱いを受け、ウェイブエージェンシーに戻る。
レイ
ウェイブエージェンシー所属のモデル。百貨店モデルのオーディションで一緒になるが、真琴と共に不合格となった。
タカコ
ウェイブエージェンシー所属のモデル。
春日 陽子→三木 陽子
敦司の再婚相手。再婚する前は未亡人のシングルマザーだった。敦司の母（陽子の母とは親しい）がセッティングした見合いで敦司と出会う。死別した前夫との間に連れ子が一男一女おり、2人とも敦司と真琴の末っ子裕一郎より幼い。
家庭的かつ完全な専業主婦思考で、夫との死別後は敦司と再婚するまでの2年間遺族年金だけで生活してきた。
夫のサポート役に徹する姿勢を貫き、敦司が病に倒れた際、働きに出るように頼まれた時は「働かずに家にいて良い」と結婚する前の言葉を覆した敦司を非難し、これまでの敦司の横暴な振舞いにも文句一つ言わずに尽くしてきた代償とし、敦司に「自分を働かせる権限はない」と働きに出ることは頑なに拒否し、これまでと変わらない収入を得ることを強いる。
美々
陽子の連れ子で長女。
圭太
陽子の連れ子で長男。

## 単行本
全20巻がKC KISS（講談社）より発売されている。
1. 2010年2月12日発売 ISBN 978-4-06-340788-4
2. 2010年5月13日発売 ISBN 978-4-06-340802-7
3. 2010年9月13日発売 ISBN 978-4-06-340814-0
4. 2011年1月13日発売 ISBN 978-4-06-340833-1
5. 2011年5月13日発売 ISBN 978-4-06-340845-4
6. 2011年9月13日発売 ISBN 978-4-06-340857-7
7. 2012年2月13日発売 ISBN 978-4-06-340871-3
8. 2012年6月13日発売 ISBN 978-4-06-340880-5
9. 2012年9月13日発売 ISBN 978-4-06-340888-1
10. 2012年12月13日発売 ISBN 978-4-06-340895-9
11. 2013年5月13日発売 ISBN 978-4-06-340905-5
12. 2013年8月12日発売 ISBN 978-4-06-340916-1
13. 2014年1月10日発売 ISBN 978-4-06-340922-2
14. 2014年6月13日発売 ISBN 978-4-06-340928-4
15. 2014年11月13日発売 ISBN 978-4-06-340939-0
16. 2015年5月13日発売 ISBN 978-4-06-340955-0
17. 2015年10月13日発売 ISBN 978-4-06-340965-9
18. 2016年4月13日発売 ISBN 978-4-06-340982-6
19. 2016年8月12日発売 ISBN 978-4-06-340994-9
20. 2017年1月13日発売 ISBN 978-4-06-398008-0

## テレビドラマ
『バラ色の聖戦 30歳2児の母、モデルになる。（バラいろのせいせん さんじゅっさいにじのはは、モデルになる。）』のタイトルで、2011年9月4日より10月9日までテレビ朝日系列の『日曜ナイトプレミア』枠で放送されていた。吹石一恵は、1998年放送の『美少女新世紀 GAZER』以来、13年ぶりに民放およびテレビ朝日系列の連続ドラマで主演を務める。また真琴・敦司夫妻の二人の子供役は、実の姉弟である渡邉このみ・渡邉一功が演じる。
キャッチコピーは、「女は加工品。美は戦い。」

### キャスト

#### 主人公
- 三木 真琴 （30）（みき まこと） - 吹石一恵

旧姓：星野。育児と家事に日々追われ、三段腹を蓄えた専業主婦だったが、洋子との浮気を機に敦司から女として愛されていないことを知る。仲人を務めた洋子の結婚式で浅野にモデルとしての可能性を見出され、敦司の気持ちを取り戻したい一心で「BE-DIET」モニター企画に参加。グランプリを受賞した紗良の代わりに急遽茜子と撮影する中で充実感を味わい、1年間の約束でプロのモデルを目指す。

#### 三木家
- 三木 敦司 （35）（みき あつし） - 長谷川朝晴

真琴の夫。みずの銀行横浜支店 法人営業第1課課長。中途入社のため、百城たちに仕事は負けたくない気持ちがある。家事と育児は妻がすべきものだと考え、真琴のモデル活動に反対している。
- 三木 愛理 （5）（みき あいり） - 渡邉このみ（20年後：水崎綾女 / 最終話）

敦司と真琴の娘で雄一郎の姉。真琴がモデルをすることを応援している。
- 三木 雄一郎 （2）（みき ゆういちろう） - 渡邉一功（20年後：水田航生 / 最終話）

敦司と真琴の息子で愛理の弟。まだ少し手がかかる。

#### 星野家
- 星野 麻美（ほしの あさみ） - 秋田真琴

真琴の妹。
- 星野 智子（ほしの ともこ） - 銀粉蝶

真琴の母。
- 星野 進 （63）（ほしの すすむ） - 井上順

真琴の父。

#### ママ友
- 由香里 - 阿南敦子
- 英子 - 吉沢梨絵

#### B's
- 田宮 茜子 （30）（たみや あかねこ） - 滝沢沙織

「GLAMOROUS」 トップモデル。人気・実力共にナンバーワン。
- 中西 紗良 （28）（なかにし さら） - 芦名星（中学時代：葵わかな / 第4話）

所属モデル。旧姓：岡崎、神戸出身の主婦。「BE-DIET」モニター企画でグランプリを受賞するが、過去にB'sに所属していたことを何者かに編集部に告げ口され上位3名の撮影から降ろされる。真琴だけに元モデルだと話していたため、告げ口したのは彼女のせいだと誤解し、それ以来真琴と対立。
「BE-DIET」モニター企画で信輝に近づき、茜子と一緒に撮影した真琴の写真を差し替えさせる。その後茜子とともに「BE-DIET」のイメージモデルとなり、以前所属していたB'sに復帰。和之と離婚、信輝と婚約し「GLAMOROUS」の専属モデルとなる。
モデルを目指し始めた真琴に敵対心を抱き、モデル業界から追放すべく敦司も巻き込み狡猾な手段で妨害を続けている。しかし失敗や挫折を糧にステップアップしていく真琴の姿に脅威を感じ、自分の幸せを奪っていく存在だと強迫観念を抱くようになる。
小さい時から母親に優秀な二人の姉と比べられ、見放されてきたことがトラウマになっている。同級生からも蔑まれてきたが、中学時代に文化祭で演劇の主役を務めた際、自身の美しさに周囲の反応が一変する。唯一の取り柄である外見の良さを武器にモデル業界でトップに立ち、母親からの愛情をつなぎ止めようとしている。
のちに真琴や茜子と共に「モデル選抜総選挙」にエントリーする。
原作最新話では、親族に関するスキャンダル記事が出た事で窮地に立たされるも、急遽実家に戻った際。長年比較されて育ってきた事への不満を爆発。母親と決別した。

#### ウェイブエージェンシー
- 美鈴 （28） - 松本莉緒

所属モデル。事務所一の稼ぎ頭。
- リカ （22） - 仲間リサ

所属モデル。気が強い性格で当初は真琴をバカにしていた。
- レイ （28） - AKEMI

所属モデル。バイトをしながらトップモデルを目指している。
- タカコ （20） - 杉岡愛子

所属モデル。
- 川瀬 まどか （52）（かわせ まどか） - 夏木マリ

ウェイブエージェンシー社長。元モデルで、バツイチ。

#### モデル業界
- 浅野 宏輝 （29）（あさの こうき） - 要潤（友情出演）

カメラマン。真琴に秘められた可能性を見出す。元デザイナーで友人とブランドを立ち上げることを目標としている。
- 桐嶋 信輝 （40）（きりしま のぶてる） - 池田鉄洋

美生館の御曹司で副社長。モデルとしてのし上がるために近づいてきた紗良の言いなりになっている。
- 伊藤 憲和（いとう のりかず） - 森本亮治

文講社のファッション雑誌「GLAMOROUS」 編集者。
- YUKIKO - IKKO（第1 - 2話）

カリスマヘアメイクアップアーティスト。
- ヒロ - 山咲トオル（第2 - 4話）

ウォーキング講師。
- 黒田 洋介（くろだ ようすけ） - 戸次重幸（第4 - 最終話）

世界的トップブランド「Yosuke Kuroda」 デザイナー。紗良の結婚式のウエディングドレスを手がける。オーディションで破れたウエディングドレスを纏って大胆に表現した真琴からインスパイヤされ、ショーの内容やドレスを変更し真琴をショーのトップモデルに起用する。

#### みずの銀行 横浜支店
- 菊池（小川） 洋子（きくち〔おがわ〕 ようこ） - 岩佐真悠子（第1・3話）

敦司の部下。菊池との結婚が決まっており、敦司に相談するうちに浮気に発展。結婚後に退職。
- 佐野 - 羽場裕一（第3 - 5話）

みずの銀行横浜支店支店長、敦司の上司。洋子の結婚式で仲人を務める予定だったが、都合が悪くなり三木夫妻に変わってもらう。
- 百城 修 - 坂本真（第4 - 5話）

みずの銀行横浜支店 法人営業第2課課長。中途入社の敦司を見下しており、アマチュア撮影会での真琴の写真がブログに掲載されたのをいいことに敦司が担当していたエビヤビールの仕事を横取りし契約にこぎ着け、次長に昇進する。
- 長居 彩子 - 佐藤もみじ（第3・5話）
- 愛 - 内藤千紗（第3・5話）
- 下村 - 古澤蓮（第5話）

敦司の部下。敦司の仕事を横取りし昇進した百城に反感を抱いている。

#### ゲスト
第1話
- 菊池 - 村越誠（第3話）[注 2]

洋子の夫〔婚約者〕。
- 中西 和之 - 小松靖（テレビ朝日アナウンサー）

紗良の〔前〕夫。「BE-DIET」モニター企画の二次審査に参加した紗良に同伴。
- 阿部 - 林希（第1話）

スタイリスト。
- 大野 正江 - 山科友紀（第2話）

「BE-DIET」モニター企画の3位に入賞する。
- 小坂 奈々 - 岡田理江（第2話）

「BE-DIET」モニター企画の準グランプリに輝く。
第2話
- 相沢 - 近江谷太朗

コヤマカメラの撮影会担当者。アマチュアカメラマンの撮影会イベントを企画し、ウェイブエージェンシーにモデルを発注する。
- 撮影会に参加したアマチュアカメラマン - 土井よしお、別当優作、堀江恭介、宇都宮晃良
- 桃香 - AiKA

リアル所属のモデル。イベント会社・トレンド21のオーディションに参加。
第3話
- 明日香 - 水沢奈子

YK服飾専門学校の生徒。YK FASHION COLLEGE COLLECTION 2011のショーモデルをウェイブエージェンシーに依頼する。
- 牧 - 椿姫彩菜

Cubeファッションデザイナー。ブランドイメージとして凛とした空気感を持っている女性を求め、宣材写真を見て南参道コレクションのモデルに真琴を採用。南参道コレクションでの真琴の成果を評価し、ブランドのイメージモデルに起用する。
- モデル - 小野麻亜矢、本城くれは

桐嶋の力でのし上がってきた紗良を不快に思っている。
第4話
- 岡崎 玉枝 - 黒田福美（第5 - 最終話）

紗良の母。弁護士と外科医になった姉たちと違い、外見以外に取り得のない紗良を見下している。
原作最新話で、ついに紗良たち姉妹ばかりか夫からも見放されてしまう。
- 花房 銀次 - 今井雅之（最終話）

演出家。「Yosuke Kuroda」オーディションの審査員。
- 「Yosuke Kuroda」オーディションの進行役 - 進藤潤耶（テレビ朝日アナウンサー）
- 加奈 - 舟木幸

ベビールームぴよぴよの保育士。
第5話
- 桐嶋 信明 - 加島潤

信輝の父。美生館社長。
- 桐嶋 ひろ子 - 井口恭子

信輝の母。入籍前に挙式を急ぐ紗良に釘を刺す。
- 岡崎 健一郎 - 越村公一

紗良の父。紗良にはごく普通の家庭の幸せを味わってほしいと願っている。
原作最新話での家族会議の末、現実を見ようとしない妻に愛想を尽かし離婚を言い渡す。
- 藤井 - 大鷹明良

エビヤビール専務。敦司の頑張りで契約間近のところまでこぎ着けていたが、アマチュア撮影会での真琴の写真がネット上にアップされたことが原因で敦司を信用できなくなり、担当を百城に交替させる。
- 前田有紀（テレビ朝日アナウンサー、本人役）

テレビ番組「サキドリTREND」リポーター。黒田のオフィスを訪れ、ショーの内容についてインタビューする。
最終話
- マリ - 東ヶ崎恵美

「Yosuke Kuroda DRESS COLLECTION」のフィッター。紗良の衣装替えにもたつき罵倒された事でさらに萎縮して手間取り、出番を遅らせたが、その間真琴が時間を稼ぎ素晴らしいパフォーマンスで観客たちを魅了する。
- 「Yosuke Kuroda DRESS COLLECTION」 スタッフ - 南好洋、細田優美
- 小夜 - 美崎悠

「Yosuke Kuroda DRESS COLLECTION」 出演モデル。メイクルームの奥の席に座っていた真琴と美鈴に注意する。
- 「Yosuke Kuroda DRESS COLLECTION」 出演モデル - 渡辺舞、月乃[注 3]
- リポーター - 山内萌子、春日雅行

「Yosuke Kuroda DRESS COLLECTION」を見に来た茜子、ショーで活躍した真琴のインタビューをする。

### スタッフ
- 原作：こやまゆかり『バラ色の聖戦』（講談社Kiss連載中）
- 脚本：旺季志ずか
- 音楽：中塚武
- ナレーション：佐竹海莉
- 演出：麻生学、樹下直美（アズバーズ）
- ゼネラルプロデューサー：横地郁英（テレビ朝日）
- プロデューサー：飯田爽（テレビ朝日）、菊池誠（アズバーズ）
- 制作協力：アズバーズ
- 制作：テレビ朝日

### 主題歌
- 加藤ミリヤ「RAINBOW」（MASTERSIX FOUNDATION）

### サブタイトル
| 各話                                                       | 放送日         | サブタイトル                                                           | 演出     | 視聴率 |
| ---------------------------------------------------------- | -------------- | ---------------------------------------------------------------------- | -------- | ------ |
| Stage.1                                                    | 2011年09月04日 | 主婦モデル壮絶バトル!! 夫に復讐する女vs10キロ脂肪を着た悪魔            | 麻生学   | 6.8%   |
| Stage.2                                                    | 2011年09月11日 | 主婦モデル大変身! 撮影会デビューの罠!! 脱がされた女…                   | 麻生学   | 4.4%   |
| Stage.3                                                    | 2011年09月18日 | ついにのし上がる主婦!! 戦場はファッションショー モデル界バトルロイヤル | 樹下直美 | 5.3%   |
| Stage.4                                                    | 2011年09月25日 | 普通の主婦が世界的ショーへ 敵は150人のモデル!! 奇跡の一発大逆転!?      | 樹下直美 | 5.8%   |
| 最終章                                                     | 2011年10月02日 | 最終章 天才主婦モデル追放!! 衝撃スキャンダル発覚 涙の引退セレモニー    | 麻生学   | 4.1%   |
| 最終回                                                     | 2011年10月09日 | ついに今夜最終回!! 主婦が全て捨てて挑む最期の聖戦の結末!!              | 麻生学   | 5.8%   |
| 平均視聴率 5.37%（視聴率は関東地区・ビデオリサーチ社調べ） |                |                                                                        |          |        |

- 第2話は『松本清張ドラマスペシャル 砂の器 第二夜』放送のため、最終回は日曜洋画劇場『ダイ・ハード』の拡大放送のため、それぞれ23:15開始。

### ロケ地
- 主人公の住むマンションのロケ地として、横浜市都筑区のルミエラガーデンズが使われている。
- 「GLAMOROUS」編集部は講談社内にある実際の編集部で撮影が行われている。

| テレビ朝日 日曜ナイトプレミア                               | テレビ朝日 日曜ナイトプレミア                                             | テレビ朝日 日曜ナイトプレミア                                                          |
| 前番組                                                      | 番組名                                                                    | 次番組                                                                                 |
| ----------------------------------------------------------- | ------------------------------------------------------------------------- | -------------------------------------------------------------------------------------- |
| 日韓共同ドラマ テレシネマ （2011年8月14日 - 2011年8月21日） | バラ色の聖戦 30歳2児の母、モデルになる。 （2011年9月4日 - 2011年10月9日） | 俺の空 刑事編 （2011年10月16日 - 2011年12月18日） ※23:15 - 24:10 【15分繰り下げ】      |
| テレビ朝日系列 日曜23:00 - 23:15枠                          |                                                                           |                                                                                        |
| 日韓共同ドラマ テレシネマ （2011年8月14日 - 2011年8月21日） | バラ色の聖戦 30歳2児の母、モデルになる。 （2011年9月4日 - 2011年10月9日） | 日曜洋画劇場 ※21:00 - 23:10 【16分拡大】世界の車窓から ※23:10 - 23:15 【16分繰り下げ】 |